# Berberian Sound Studio
Berberian Sound Studio é um filme de terror psicológico britânico de 2012. Escrito e dirigido por Peter Strickland, em seu segundo longa metrâgem, e estrelando Toby Jones, o filme se passa em um estúdio de cinema italiano na década de 1970 onde um engenheiro de som inglês chega para trabalhar em um filme Giallo.

## Sinopse
Gilderoy (Toby Jones), um engenheiro de som britânico, chega ao estúdio de cinema "Berberian", na Itália, para trabalhar no que acredita ser um filme sobre cavalos. Durante um encontro surreal com Francesco, o produtor do filme, Gilderoy fica chocado ao descobrir que o filme, chamado The Equestrian Vortex, se trata na verdade de um giallo italiano. Mesmo assim, ele começa a trabalhar no estúdio, fazendo a sonoplastia com vegetais para criar os efeitos sonoros para as cenas de tortura cada vez mais sangrentas do filme e mixando as narrações da artrizes Silvia e Claudia à trilha sonora.
Com o passar do tempo, Gilderoy se sente cada vez mais desconectado de sua mãe, com quem ele ainda mora, e seus colegas parecem cada vez mais rudes – tanto com ele quanto entre si. As sequências de terror ficam cada vez mais chocantes, mas Santini, o diretor, se recusa a admitir que estão trabalhando em um filme de terror. Aos poucos, Gilderoy parece estar perdendo a razão e a separação entre o filme e a realidade se torna cada vez mais confusa.

## Elenco
- Toby Jones como Gilderoy
- Tonia Sotiropoulou como Elena
- Susanna Cappellaro como Verônica
- Cosimo Fusco como Francesco
- Katalin Ladik como ela mesma
- Antonio Mancino como Giancarlo Santini
- Fatma Mohamed como Silvia (como Teresa)
- Chiara D'Anna como Elisa (como Teresa)
- Eugenia Caruso como Claudia (como Monica)
- Suzy Kendall como a mãe de Gilderoy

## Desenvolvimento
Strickland produziu em 2005 uma versão curta-metragem do filme, antes de trabalhar em seu primeiro longa, Katalin Varga, em 2006. Ele disse que com esse projeto, queria fazer um filme onde tudo que normalmente está escondido no cinema, a mecânica do próprio filme, se tornasse visível. O filme está fora de vista, e você só vê a mecânica por trás dele.

## Recepção
Berberian Sound Studio estreou em 28 de junho de 2012 no Festival Internacional de Cinema de Edimburgo, onde foi descrito pelo The Daily Telegraph como o "filme de destaque", e foi apresentado no London FrightFest Film Festival em agosto do mesmo ano. Peter Bradshaw, do The Guardian, descreveu o filme como "seriosamente estranho e seriosamente bom" e disse que ele marca a ascensão de Strickland como "um cineasta britânico fundamental de sua geração".
No Rotten Tomatoes, a agregação das criticas ao filme indica uma aprovação de 85% com base em 95 resenhas e uma classificação média de 7,20/10. O consenso crítico no site afirma que: "Seu alcance pode exceder o próprio entendimento, mas com Berberian Sound Studio, o diretor Peter Strickland reúne uma homenagem adequadamente distorcida e assustadora aos filmes de terror italianos 'Giallo' dos anos 70, que se beneficia de uma forte atuação central de Toby Jones." No Metacritic a média ponderada é de 80/100 com base nas resenhas de 22 críticos, indicando críticas "geralmente favoráveis".
A revista de cinema Sight & Sound colocou o filme em 5º lugar de sua lista dos melhores filmes de 2012, empatado com Beasts of the Southern Wild. O filme foi premiado no British Independent Film Awards de 2012 nas categorias Melhor Diretor, Melhor Ator, Melhor Realização Técnica (Som) e Melhor Realização em Produção. Em 2013, o filme obteve o prêmio de Melhor Filme (Internacional) no BAFICI.

## Trilha sonora
A trilha sonora foi composta pela banda britânica Broadcast e lançada pela Warp em janeiro de 2013.

## Adaptação para teatro
O roteiro foi adaptado para o teatro por Joel Horwood e Tom Scutt, sendo encenado pela primeira vez no Donmar Warehouse em Londres em 2019.